# Fortress
Fortress є австралійська група RAC, заснована в 1991 році. Беріть участь є неонацистських концертів у Швеції, Німеччині, Англії, Угорщини, Швейцарії, Італії та Фінляндії та Австралії.

## Дискографія
- 1992 — «Fortress»
- 1993 — «Seize The Day»
- 1996 — «Into Legend»
- 1996 — «Garrison»
- 1999 — «The Bell Tolls»
- 1999 — «The Fires Of Our Rage»